# Gullhårsmossor
Gullhårsmossor (Breutelia) är ett släkte av bladmossor som först beskrevs av Bruch och Wilhelm Philipp Schimper, och fick sitt nu gällande namn av Wilhelm Philipp Schimper. Gullhårsmossor ingår i familjen Bartramiaceae.

## Dottertaxa till Gullhårsmossor, i alfabetisk ordning[1][2]
- Breutelia aciphylla
- Breutelia affinis
- Breutelia anacolioides
- Breutelia angustiretis
- Breutelia anomala
- Breutelia aristifolia
- Breutelia arundinifolia
- Breutelia aureola
- Breutelia auriculata
- Breutelia austro-arcuata
- Breutelia azorica
- Breutelia baeuerlenii
- Breutelia borbonica
- Breutelia brachyphylla
- Breutelia brevifolia
- Breutelia breviseta
- Breutelia brittoniae
- Breutelia campbelliana
- Breutelia chrysea
- Breutelia chrysocoma
- Breutelia crassicaulis
- Breutelia dicranacea
- Breutelia diffracta
- Breutelia dominicensis
- Breutelia dumosa
- Breutelia eggersiana
- Breutelia elliptica
- Breutelia elongata
- Breutelia eugeniae
- Breutelia gnaphalea
- Breutelia gracillima
- Breutelia grandis
- Breutelia guilielmi-meyeri
- Breutelia harpophylla
- Breutelia hasskarliana
- Breutelia humbertii
- Breutelia incana
- Breutelia inclinata
- Breutelia integrifolia
- Breutelia jamaicensis
- Breutelia karsteniana
- Breutelia kilimandscharica
- Breutelia kinabaluensis
- Breutelia leptodontoides
- Breutelia lonchopelma
- Breutelia longicapsularis
- Breutelia luteola
- Breutelia macrocarpa
- Breutelia madagassa
- Breutelia maegdefraui
- Breutelia magdalenae
- Breutelia microdonta
- Breutelia minuta
- Breutelia mohriana
- Breutelia muelleri
- Breutelia muhavurensis
- Breutelia nigrescens
- Breutelia papuensis
- Breutelia pendula
- Breutelia perrieri
- Breutelia picardae
- Breutelia pilifera
- Breutelia plicata
- Breutelia polygastrica
- Breutelia popinqua
- Breutelia pseudophilonotis
- Breutelia reclinata
- Breutelia rhythidioides
- Breutelia roemeri
- Breutelia ryvardenii
- Breutelia scariosula
- Breutelia sciuroides
- Breutelia scoparia
- Breutelia scorpioides
- Breutelia secundifolia
- Breutelia squarrosa
- Breutelia stenodictyon
- Breutelia stricticaulis
- Breutelia stuhlmannii
- Breutelia subarcuata
- Breutelia subdisticha
- Breutelia submniocarpa
- Breutelia subplicata
- Breutelia substricta
- Breutelia subtomentosa
- Breutelia tabularis
- Breutelia tenuifolia
- Breutelia tomentosa
- Breutelia trianae
- Breutelia ulicina
- Breutelia wainioi
- Breutelia viguieri
- Breutelia witherheadii
- Breutelia yunnanensis